# Шабат (город)
Шабат (туркм. Şabat) — город в этрапе, административный центр Шабатского этрапа Дашогузского велаята Туркменистана.
Расположен в 18 км от железнодорожной станции Дашогуз.

## История
Статус посёлка городского типа имел с 1957 года.
Указом Президиума Верховного Совета Туркменской ССР от 12 октября 1957 года посёлок городского типа Андреевск Ташаузского района Ташаузской области переименован в посёлок городского типа Тэзебазар.
До 1993 года носил название Тэзебазар (туркм. Täzebazar). Являлся центром Ташаузского (Дашховузского, Дашогузского) этрапа.
В июне 2016 года постановлением Меджлиса Туркменистана посёлок Ниязовск этрапа имени С. А. Ниязова отнесён к категории города в этрапе.
9 ноября 2022 года город Ниязовск был переименован в Шабат.

## Население
| 1959 | 1970 | 1979 | 1989 |
| ---- | ---- | ---- | ---- |
| 2302 | 3795 | 5263 | 7291 |